# アルガンスエラ
アルガンスエラ （Arganzuela）は、スペイン、マドリードの区。

## 地理
北をセントロとレティーロ、南東をプエンテ・デ・バリェカス、南をウセラ、南西をカラバンチェル、西をラティーナと接する。南から西の境界は、マンサナーレス川の流れに沿っている。国内最大の鉄道駅、アトーチャ駅がある。
7つの地区で構成されている。
- 21 - インペリアル
- 22 - ラス・アカシアス
- 23 - ラ・チョペラ
- 24 - レガスピ
- 25 - ラス・デリシアス
- 26 - パロス・デ・モゲル
- 27 - アトーチャ

## 歴史
アルガンスエラ区の土地は、マドリードの歴史地区南部に広がる自然の拡張部分だった。だからこそ18世紀に公共施設が設置されていた。1963年以降に再開発が始まり、ほぼ全ての工業施設が公園や文化施設に変わり、市が運営していたマタデロ・マドリード（家畜市場兼屠殺場）は閉鎖され文化施設に生まれ変わった。アルガンスエラが行政区となったのは1970年である。